# 김옥자 (1932년)
김옥자(金玉子, 1932년 1월 1일~)는 대한민국의 언론인 출신 정치인이다. 제8·9대 국회의원을 지냈다.

## 학력
- 서울대학교 법과대학 졸업
- 연세대학교 경영대학원 석사과정 수료

## 약력
- 서울신문 기자
- 민주공화당 중앙사무국 부녀국장
- 민주공화당 중앙사무국 조직부차장
- 1971년 ~ 1972년 : 제8대 국회의원 (민주공화당)
- 1973년 ~ 1976년 : 제9대 국회의원 (유신정우회)

## 역대 선거 결과
|  | 48.8% |

|  | 0% |

|  | 15.6% |

## 참고 자료
- 김옥자(金玉子) - 국사편찬위원회